# 河黃縣
河黃縣，是明代交阯承宣布政使司乂安府南靖州下轄的一個縣。治所約在今越南河靜省石河縣境內。

## 沿革
- 秦屬象郡、漢屬九真郡、孫分屬九德郡，隋屬日南郡、唐為驩州地[3]。
- 永樂五年（1407年）六月癸未置，屬乂安府南靖州[4][5][6][7][8][9]。
- 永樂十三年八月丁亥，並南靖州之河黃縣入本州[10]。